# Hronské Kosihy
Hronské Kosihy jsou obec na Slovensku ležící v okrese Levice v Nitranském kraji.

## Přírodní podmínky
Obec leží v severovýchodní části Podunajské nížiny v dolině Čajkovského potoka. Katastr je rovinatý, odlesněný, z půd převažuje hnědozem.

## Historie
První písemná zmínka pochází z roku 1294 jako Kezw, později se v pramenech objevuje pod názvy Koszihy (1773), Hronské Kosihy (1920), maďarsky Garamkeszi. Patřila zemanů z Kalné, od 14. do 19. století panství Levice. V 17. století ji přechodně ovládli Turci. Obyvatelé se živí převážně zemědělstvím.

## Pamětihodnosti
- barokní kaple v poli z roku 1714 postavená na památku bojů proti Turkům
- klasicistní kostel z konce 18. století